# 梶谷信之
梶谷 信之（かじたに のぶゆき、1955年5月3日 - ）は、日本の元体操選手、スポーツ科学者。岡山大学教授。

## 概略
宮崎県西都市出身。日本体育大学体育学部卒業。1980年、モスクワオリンピック体操代表選手（ボイコットで出場せず）。1984年、ロサンゼルスオリンピック体操男子平行棒で銀メダルを、男子団体で銅メダルをそれぞれ獲得した。
現在は、岡山大学教育学部附属幼稚園園長。

## 現役時代の成績
- 1977年：ユニバーシアード大会（ソフィア）代表
- 1978年：アジア大会（バンコク）団体総合銀メダル
- 1979年：フォートワース世界選手権（アメリカ）団体総合銀メダル、鉄棒7位
- 1980年：モスクワオリンピック（ソビエト）代表　※日本不参加
- 1980年：USGF国際招待大会（アメリカ）個人総合優勝
- 1980年：全日本選手権（床優勝）
- 1980年：コカコーラ国際大会（イギリス）個人総合優勝
- 1981年：モスクワ世界選手権（ソビエト）団体総合銀メダル、平行棒銅メダル、個人総合9位、床7位、吊輪5位
- 1981年：中日杯 個人総合優勝
- 1982年：アジア大会（ニューデリー）団体総合銀メダル
- 1983年：ブダペスト世界選手権（ハンガリー）団体総合銅メダル、個人総合7位
- 1984年：ロサンゼルスオリンピック（アメリカ）平行棒銀メダル、団体総合銅メダル、個人総合8位、鞍馬6位

## 主な著作
- 『幼児の器械運動あそび 』（梶谷みどりと共著）、大学教育出版、2007年
- 『幼児体育 専門』（共著）、大学教育出版、2009年